# کیریللو-کارماسان
کیریللو-کارماسان (انگلیسی: Kirillo-Karmasan) یک شهرک در شهرستان بلاگووارسکی باشقیرستان کشور روسیه است.